# Эсклармонда (поэма)
«Эсклармо́нда» (фр. Esclarmonde) — французская эпическая поэма XIII века из цикла о Гуоне Бордоском.
Написана десятисложным ассонансированным стихом; насчитывает 3481 строку. Текст сохранился в единственной рукописи.

## Содержание
Гуон убивает одного из племянников Карла Великого, и император осаждает Бордо. Гуон тайно покидает город в поисках подмоги и пускается в увлекательные и опасные странствования, проделывает морское путешествие и посещает ряд восточных стран, где с ним происходит немало фантастических приключений. В них частично участвует и его жена Эсклармонда. По возвращении во Францию они встречают в Клюни свою дочь Клариссу. Тем временем с помощью волшебника Оберона осада Бордо успешно отражена, и Гуон возвращается в родной город.